# ياسر الزعاترة
ياسر الزعاترة صحفي، وكاتب فلسطيني، من مواليد مخيم عين السلطان في مدينة أريحا عام 1962م. حاصل على بكالوريوس تجارة واقتصاد من الجامعة الأردنية عام 1984م، وهو متزوج وله خمسة من الأبناء والبنات. عمل في الصحافة كصحفي ومراسل وكاتب منذ العام 1986.

## سيرته العملية
عمل ياسر الزعاترة منذ العام 1989 رئيسًا لتحرير مجلة "فلسطين المسلمة" التي كانت تصدر في لندن، واستمر حتى عام 1998م. ثم عمل بعدها كاتب عامود يومي في جريدة "الدستور" الأردنية، واستمر حتى منتصف العام 2018، نشر خلالها آلاف المقالات، كما نشر آلاف المقالات الدورية وغير الدورية في عدد من المواقع والصحف الأخرى، من بينها "الحياة" اللندنية، "الشرق" القطرية، "العرب" القطرية"، موقع "الجزيرة نت"، وصحف ومواقع أخرى.

## من مؤلفاته
صدر له كتاب الظاهرة الإسلامية قبل 11 أيلول وبعده المنشور في بيروت في 2004، وكتاب لماذا يفشل الإسلاميون سياسيا؟، المنشور في بيروت 2019.

## السفارة الإسرائيلية بعمان تهاجمه
هاجمته السفارة الصهيونية في العاصمة عمان لنشره مقالاً يشيد بعمليات المقاومة الفلسطينية التي حدثت في شهر حزيران 2015 ضد المستوطنين في القدس والأراضي الفلسطينية المحتلة.
ونشر ياسر الزعاترة مقالاً في صحيفة الدستور الأردنية تحت عنوان (بطولات في الضفة والقدس يجب أن يبنى عليها)، جاء فيه «عملية طعن بطولية في القدس يوم الأحد الماضي، وقبلها عملية إطلاق نار بطولية أخرى قرب رام الله تبنتها كتائب القسام، وأسفرت عن مقتل مستوطن وجرح آخرين».
ويشير بمقاله إلى الحادث الذي وقع في القدس المحتلة يوم الأحد 21-6-2015 عندما أصيب شاب فلسطيني برصاص شرطي في حرس الحدود الصهيونية بعد طعنه شرطياً بسكين قرب البلدة القديمة في القدس المحتلة، بحسب ما أعلنت في حينه قوات الاحتلال.
وشجع في مقاله على مثل هذه العمليات بقوله، إن «ذلك هو المسار الأفضل، سواء نفذه أناس من المنتمين للفصائل، أم شبان مستقلون من الغيورين على دينهم ووطنهم»، مشيرا إلى أن هذه «ثقافة يجب تعزيزها في أدبيات جميع الفصائل». 
وقالت السفارة الصهيونية في بيان لها، أصدرته مساء الأربعاء 24-6-2015، الذي جاء تحت عنوان «تحريض لقتل إسرائيليين في جريدة أردنية»، إن «السفارة الصهيونية تعبر عن استيائها الحاسم، ورفضها المطلق لمثل هذا الكلام الشنيع الذي يدعو للإساءة للمواطنين الأبرياء، والذي يعتبر تحريضا للقتل، وللعنف بمعناه الكامل».
وأضافت السفارة أنها «تتوقع أن يتم وقف نشر مقالات همجية من هذا النوع، والتي من شأنها أن تؤدي إلى الإضرار والمساس بالمواطنين، وتزيد من التوتر بين الشعبين الإسرائيلي والفلسطيني».
ورفضت نقابة الصحفيين الأردنيين ما تعرضت إليه السفارة الصهيونية من خلال بيانها، ضد صحيفة الدستور ومقال الزعاترة، وردت في بيان لها، إن بيان السفارة استفزازي وغير مقبول، كما أنه يكشف زيف كل المحاولات الصهيونية التي تقول إنها دولة تحترم حرية التعبير والرأي والرأي الآخر. واعتبرت النقابة أن «ذلك يعتبر تدخلا سافرا لحرية الصحافة والإعلام، واستفزازا صارخا لكل المشاعر التي يحملها الصحفيون الأردنيون عامة والعرب».

## وصلات خارجية
- ياسر الزعاترة ، موقع تويتر